# Сахно, Владимир Георгиевич
Владимир Георгиевич Сахно (3 июля 1932 — 19 декабря 2020) — советский и российский учёный-геолог, специалист в области вулканологии, палеовулканологии и петрологии магматических пород, член-корреспондент РАН (2003).

## Биография
Родился 3 июля 1932 года во Владивостоке.
В 1955 году — окончил Дальневосточный политехнический институт имени В. В. Куйбышева.
После окончания ВУЗа работает в геологическом отделе дальневосточного филиала Сибирского отделения АН СССР (сейчас это — Дальневосточный геологический институт ДВО РАН), пройдя путь от старшего лаборанта до заведующего лабораторией петрологии вулканических формаций (1975—2002), в настоящее время — главный научный сотрудник.
В 1965 году — защитил кандидатскую диссертацию, тема: «Мезозойский вулканизм Среднего Приамурья».
В 1994 год — защитил докторскую диссертацию, тема: «Позднемезозойско-кайнозойский континентальный вулканизм Востока Азии».
В 1995 году — присвоено учёное звание профессора.
В 2003 году — избран членом-корреспондентом РАН.
Умер 19 декабря 2020 года.

## Научная деятельность
Область исследований — вулканология, петрология, геодинамика.
Внёс большой вклад в решение вопросов вулканической геологии, эволюции земной коры в зоне перехода континент-океан.
Основные работы посвящены установлению закономерностей развития магматизма в пределах континентальных вулканических поясов, типоморфных структур зоны перехода океан-континент, их сравнительному анализу и систематике на основе геологических, геодинамических и детальных петрологических исследований вулканических и вулканно-плутонических формаций.
Создатель нового приоритетного направления в исследовании состава и строения верхней мантии. Он один из первых учёных в России и мире, обративший внимание на перидотитовые включения в щелочных базальтах, показал, что включения представляют собой ксенолиты верхней мантии и могут служить объектами изучения её состава и строения.
Ведёт изучение вулканизма мегаструктур центрального типа, в пределах которых развит плюмовый вулканизм.
Является одним из открывателей алмазоносных трубок взрыва в Приморье.
Автор более 280 опубликованных работ, включая 14 монографий.

## Награды
- Медаль ордена «За заслуги перед Отечеством» II степени (2011)[4]
- Медаль «В ознаменование 100-летия со дня рождения Владимира Ильича Ленина» (1970)
- Медаль ВДНХ (1984)
- Медаль «За трудовую доблесть» (1986)
- грамоты Президиума Верховного Совета СССР, Президиума АН СССР, РАН, ДВО РАН.